# Navajo Bakboord
Navajo Bakboord (Amsterdam, 29 januari 1999) is een Nederlands voetballer die als verdediger voor Heracles Almelo speelt.

## Carrière
Navajo Bakboord speelde in de jeugd van ASV Fortius, A.S.V. D.W.V. en AFC Ajax. Gedurende zijn periode in de jeugd van Ajax kwam hij regelmatig uit voor Nederlandse jeugdelftallen. Op 1 december 2017 debuteerde hij voor Jong Ajax in het betaald voetbal, in de met 0-4 gewonnen uitwedstrijd tegen MVV Maastricht. In het seizoen 2017/18 werd hij kampioen van de Eerste divisie met Jong Ajax.
In de zomer van 2019 vertrok hij naar Heracles in Almelo. Daar kreeg hij meestal een basisplaats, totdat hij in november zijn voorste kruisband afgescheurde tijdens een wedstrijd voor Oranje onder-20.

### Statistieken
| Seizoen                        | Club            | Land           | Competitie     | Competitie | Competitie | Beker | Beker | Totaal | Totaal |
| Seizoen                        | Club            | Land           | Competitie     | Wed.       | Dlp.       | Wed.  | Dlp.  | Wed.   | Dlp.   |
| ------------------------------ | --------------- | -------------- | -------------- | ---------- | ---------- | ----- | ----- | ------ | ------ |
| 2017/18                        | Jong Ajax       | Nederland      | Eerste divisie | 3          | 0          | –     | –     | 3      | 0      |
| 2018/19                        | Jong Ajax       | Nederland      | Eerste divisie | 21         | 0          | –     | –     | 21     | 0      |
| 2019/20                        | Heracles Almelo | Nederland      | Eredivisie     | 10         | 0          | 0     | 0     | 10     | 0      |
| 2020/21                        | Heracles Almelo | Nederland      | Eredivisie     | 0          | 0          | 0     | 0     | 0      | 0      |
| 2021/22                        | Heracles Almelo | Nederland      | Eredivisie     | 9          | 0          | 1     | 0     | 10     | 0      |
| 2022/23                        | Heracles Almelo | Nederland      | Eerste divisie | 12         | 0          | 0     | 0     | 12     | 0      |
| Carrièretotaal                 | Carrièretotaal  | Carrièretotaal | Carrièretotaal | 55         | 0          | 1     | 0     | 56     | 0      |
| Bijgewerkt op 16 december 2022 |                 |                |                |            |            |       |       |        |        |